# Carathis palpalis
Carathis palpalis är en fjärilsart som beskrevs av Walker 1855. Carathis palpalis ingår i släktet Carathis och familjen björnspinnare. Inga underarter finns listade i Catalogue of Life.